# Hotel Artemis
Hotel Artemis è un film del 2018 scritto e diretto da Drew Pearce.

## Trama
21 giugno 2028. Negli Stati Uniti d'America viene approvata la legge sulla privatizzazione dell'acqua, generando una violenta rivolta popolare. A Los Angeles regna il caos e, approfittando di tale situazione, un gruppo di malviventi, i fratelli Sherman e Lev, Buke e P-22, organizzano una rapina a mano armata in una banca. Per loro sfortuna, i possedimenti dei clienti più ricchi sono chiusi in un caveau inespugnabile, pertanto i quattro decidono di rubare gli oggetti che trovano addosso agli ostaggi e scappano. Vengono presto raggiunti dalla polizia e avviene una sparatoria in cui P-22 rimane ucciso e Lev ferito gravemente; i tre superstiti riescono a fuggire e raggiungono l'Hotel Artemis. Questa è una struttura singolare: sebbene appaia come un albergo d'epoca, è in realtà una delle tante cliniche mediche segrete aperte esclusivamente ai criminali presenti nella zona, dotata di alta tecnologia. La struttura è gestita da Jean Thomas, conosciuta come "L'Infermiera", che accoglie Sherman e Lev in quanto sono "ospiti" già registrati presso la struttura, mentre Buke, che non è registrato, viene buttato fuori da Everest, il nerboruto assistente della donna, e lasciato agonizzante in strada. Presso la struttura gli "ospiti" si identificano con il nome delle stanze che occupano; a Sherman e Lev vengono assegnati, rispettivamente, gli pseudonimi "Waikiki" e "Honolulu".
Presso la struttura soggiorna anche "Nice", una giovane ed affascinante sicaria che si è procurata volutamente una ferita da arma da fuoco in un braccio allo scopo di farsi ricoverare con l'obiettivo segreto di assassinare un altro ospite. Poco dopo viene annunciato l'arrivo imminente di un nuovo ospite: il potente boss malavitoso Orian Franklin, detto "Re Lupo". Waikiki incontra Nice e "Acapulco", un trafficante d'armi anch'esso ospite della struttura. Nice, che ha avuto dei trascorsi sentimentali con Waikiki ed è evidente che prova ancora qualcosa per lui, osserva la particolare penna rubata da Waikiki alla banca e gli rivela che si tratta di una chiave particolare all'interno della quale sono nascosti diamanti, di proprietà di Re Lupo, il quale uccide chiunque rubi ciò che è di sua proprietà. Nel frattempo nelle vicinanze dell'albergo si presenta Morgan Daniels, un'agente di polizia rimasta ferita che implora soccorso. L'Infermiera decide di aiutarla e di uscire dall'edificio, cosa che non fa da moltissimo tempo, nonostante l'opposizione di Everest, ma mentre la soccorre si ritrovano accerchiate da un gruppo di rivoltosi inferociti e di agenti in tenuta antisommossa. Le due donne vengono salvate dall'intervento tempestivo di Everest, che chiede alla donna perché abbia aiutato un poliziotto nonostante, per assurdo, il loro ospedale sia riservato ai criminali. L'infermiera spiega a Everest che conosceva Morgan già da tempo: la poliziotta era amica del figlio di Jean, Beau, morto in seguito a un'overdose. A seguito del tragico evento, Jean cadde in depressione e divenne dipendente dall'alcol, e per tale motivo venne radiata dall'albo dei medici, iniziando ad esercitare la professione abusivamente: in questo modo nacque l'Artemis, sotto la protezione di Re Lupo. Nell'arco dei ventidue anni a seguire Jean sviluppò l'agorafobia e non riuscì più a lasciare la struttura.
Acapulco intanto raggiunge il tetto dell'edificio in attesa di un elicottero, ma una volta lì viene stordito da Nice, che piazza una bomba a orologeria sul generatore dell'albergo; si scopre quindi che Nice deve uccidere proprio Re Lupo, il quale nel frattempo è arrivato alla struttura, venendo ricoverato d'urgenza in quanto gravemente ferito in una sparatoria e registrato con lo pseudonimo "Niagara". Sotto anestesia, Re Lupo pronuncia il nome del figlio dell'Infermiera sebbene lei non gliene abbia mai parlato prima. Jean innalza dunque i dosaggi dell'anestetico, inducendo l'uomo a continuare a parlare, e in questo modo scopre che Beau in realtà non è morto di overdose, ma è stato ucciso da Re Lupo per aver rubato un'auto di proprietà del boss, il quale ha poi fatto falsificare i referti del decesso. Scossa dalla rabbia, Jean decide di uccidere Re Lupo, ma proprio in quel momento il generatore esplode e salta la corrente. Nice ne approfitta per uccidere Re Lupo tagliandogli la gola, mentre Jean corre in soccorso di Honolulu, il quale stava peggiorando clinicamente e necessitava del respiratore artificiale. Honolulu non riesce a sopravvivere, quindi Waikiki si arrabbia con Nice per aver causato il decesso del fratello; la ragazza appare sinceramente dispiaciuta di ciò, ma in quel momento i due vengono attaccati da Acapulco, che ha perso il proprio elicottero in seguito all'esplosione. Waikiki lo uccide intrappolandolo in un macchinario appena prima che egli possa uccidere Nice a sua volta, quindi la ragazza si offre di aiutare lui e Jean a fuggire, mentre lei ed Everest tengono impegnati Crosby, il figlio di Re Lupo, ed i suoi scagnozzi. Waikiki e Jean raggiungono l'ascensore esterno ma vengono fermati da Crosby, intenzionato a ucciderli. Tra Waikiki e Crosby avviene una colluttazione e, proprio quando Crosby sembra avere la meglio, Jean lo uccide iniettandogli un potente anestetico per elefanti. Waikiki e Jean raggiungono l'esterno, dove la rivolta sembra aver avuto la meglio sulle forze dell'ordine.
La vicenda si conclude con Waikiki che sale in auto e scappa ringraziando Jean per il suo aiuto, Everest riesce a neutralizzare la scorta del boss e Jean che si allontana dall'Artemis, passando per le strade coinvolte dalla rivolta.
Nella scena a metà dei titoli di coda, mentre all'Hotel Artemis è ritornata la corrente, una figura in ombra passa di sfuggita.

## Promozione
Il primo trailer viene diffuso il 16 aprile 2018.

## Distribuzione
Il film è stato distribuito nelle sale cinematografiche statunitensi l'8 giugno 2018. Nelle sale italiane, il film è stato distribuito il 1 agosto 2019.